# 酒井高聖
酒井 高聖（さかい ごうそん、1996年3月20日 - ）は、新潟県三条市出身の元プロサッカー選手。ポジションはディフェンダー（センターバック）。
四人兄弟の四男で、長兄は柔道家の酒井高喜、次兄はヴィッセル神戸に所属するプロサッカー選手の酒井高徳、三兄はサガン鳥栖に所属するプロサッカー選手の酒井宣福。

## 来歴
日本人の父親とドイツ人の母親との間に生まれた。兄の影響で小学校5年時にサッカーを始め、中学校卒業後の2011年に開志学園高等学校に進学し、アルビレックス新潟ユース（現アルビレックス新潟U-18）へ入団。トップチームには同年から練習参加し、ユースでキャプテンを務めた2013年8月には下部組織所属のままトップチームに2種登録選手として選手登録された。
高校卒業後の2014年より、正式にトップチームへ昇格。同期入団は流通経済大学付属柏高校から新潟に入団したMF小泉慶。また、同年2月、この年新たに開幕したJ3リーグに参戦するJリーグ・アンダー22選抜にも選手登録され、同リーグ3試合への出場を果たした。

2016年1月5日、福島ユナイテッドFCへ1年間の期限付き移籍が発表された。
2017年、アルビレックス新潟に復帰した。2018年1月、契約満了により新潟を退団し、ドイツ4部リューネブルクSKハンザに加入した。
2019年7月、ドイツ3部のVfRアーレンに移籍。
2021年7月、ドイツ4部のFVイラーティッセンに移籍。
2022年6月5日、引退を表明した。
2022年11月23日、神戸市東灘区にカフェ｢Alster&Garten｣をオープンした。

## 所属クラブ
ユース経歴
- レザーFS（三条市立大崎小学校）
- FSC新潟ジュニアユース（三条市立大崎中学校）
- 2011年 - 2013年 アルビレックス新潟ユース（開志学園高等学校）
  - 2013年8月 - 同年12月  アルビレックス新潟（2種登録選手）

プロ経歴
- 2014年 - 2017年  アルビレックス新潟
  - 2014年 - 2015年  Jリーグ・アンダー22選抜
  - 2016年  福島ユナイテッドFC （期限付き移籍）
- 2018年 - 2019年  リューネブルクSKハンザ
- 2019年 - 2021年  VfRアーレン
- 2021年 - 2022年  FVイラーティッセン

## 個人成績
| 国内大会個人成績 | 国内大会個人成績 | 国内大会個人成績 | 国内大会個人成績 | 国内大会個人成績 | 国内大会個人成績 | 国内大会個人成績 | 国内大会個人成績 | 国内大会個人成績 | 国内大会個人成績 | 国内大会個人成績 | 国内大会個人成績 |
| 年度             | クラブ           | 背番号           | リーグ           | リーグ戦         | リーグ戦         | リーグ杯         | リーグ杯         | オープン杯       | オープン杯       | 期間通算         | 期間通算         |
| 年度             | クラブ           | 背番号           | リーグ           | 出場             | 得点             | 出場             | 得点             | 出場             | 得点             | 出場             | 得点             |
| 日本             | 日本             | 日本             | 日本             | リーグ戦         | リーグ戦         | リーグ杯         | リーグ杯         | 天皇杯           | 天皇杯           | 期間通算         | 期間通算         |
| ---------------- | ---------------- | ---------------- | ---------------- | ---------------- | ---------------- | ---------------- | ---------------- | ---------------- | ---------------- | ---------------- | ---------------- |
| 2014             | 新潟             | 26               | J1               | 0                | 0                | -                | -                | 0                | 0                | 0                | 0                |
| 2015             | 新潟             | 26               | J1               | 0                | 0                | 0                | 0                | 2                | 0                | 2                | 0                |
| 2016             | 福島             | 17               | J3               | 5                | 0                | -                | -                | 1                | 0                | 6                | 0                |
| 2017             | 新潟             | 26               | J1               | 2                | 0                | 2                | 0                | 0                | 0                | 4                | 0                |
| 通算             | 日本             | 日本             | J1               | 2                | 0                | 2                | 0                | 2                | 0                | 6                | 0                |
| 通算             | 日本             | 日本             | J3               | 5                | 0                | colspan          |                  |                  |                  |                  |                  |
| 総通算           | 総通算           | 総通算           | 総通算           | 7                | 0                | 2                | 0                | 3                | 0                | 12               | 0                |

- 2013年は2種登録選手は出場は無し。

その他の公式戦
| 2014   | J-22   | -      | J3     | 3 | 0 | 3 | 0 |
| 2015   | J-22   | -      | J3     | 1 | 0 | 1 | 0 |
| 通算   | 日本   | 日本   | J3     | 4 | 0 | 4 | 0 |
| 総通算 | 総通算 | 総通算 | 総通算 | 4 | 0 | 4 | 0 |

- Jリーグ初出場 - 2014年4月13日 J3第6節 対福島ユナイテッドFC（とうほう・みんなのスタジアム）

## 代表歴
- U-15日本代表
  - AFC U-16選手権2012 (予選)
- U-16日本代表
  - AFC U-16選手権2012